# Cicaré Helicópteros
Cicaré Helicópteros S.A. (tên ban đầu là Cicaré Aeronáutica S.A.) là một nhà sản xuất máy bay trực thăng Argentina thành lập bởi Augusto Cicaré tại Buenos Aires vào thập niên 1970 để phát triển các máy bay do ông tự thiết kế. Nhiều mẫu máy bay đã được hoàn thành, trong đó có các hợp đồng với Không lực Argentina, nhưng đều không thành công cho tới khi mẫu máy bay thể thao hạng nhẹ CH-7 ra đời trong thập niên 1990.
Tháng 3 năm 2007 mẫu máy bay trực thăng hạng nhẹ Cicaré CH-14 đầu tiên cho quân đội Argentina đã sẵn sàng bàn giao.
Ngày 18 tháng 3, 2010 công ty ra mắt máy bay CH-7B và CH-12 trong cuộc họp thường niên của EAA Argentina.

## Máy bay
Các sản phẩm trước đây:
- CH-1 (1961)
- CH-2 (1964)
- CH-3 Colibri (1976)
- CH-4 (1982)
- CH-5 AG (1986)
- CH-6 (1987)
- CH-7 (1991)
- CH-7 ANGEL (1991)
- CH-8 UL (1993)
- CH-9 (1995)
- CH-6T (1999)

Các sản phẩm thương mại
- CH-7B - một ghế ngồi
- CH-7T - two seat tandem
- CH-8ULM - hai ghế ngồi cạnh nhau
- CH-12 - hai ghế ngồi cạnh nhau

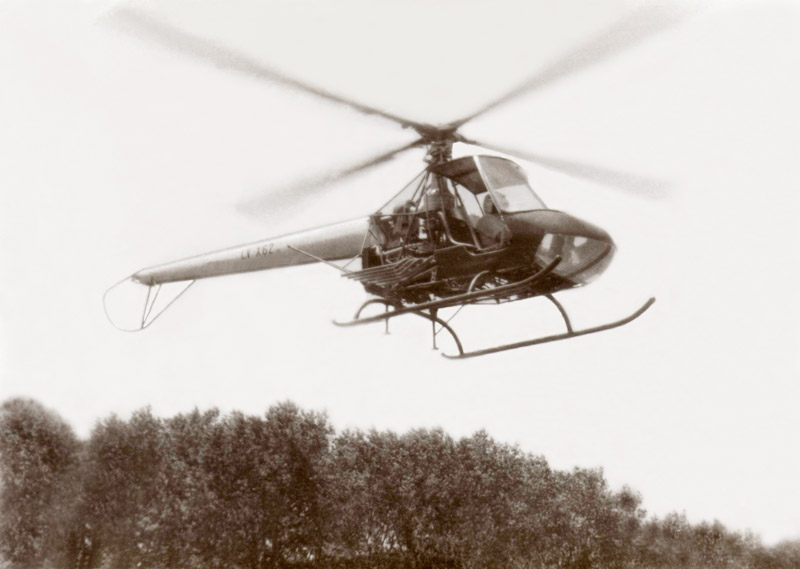
Cicare CK.1/CH-3 Colibri

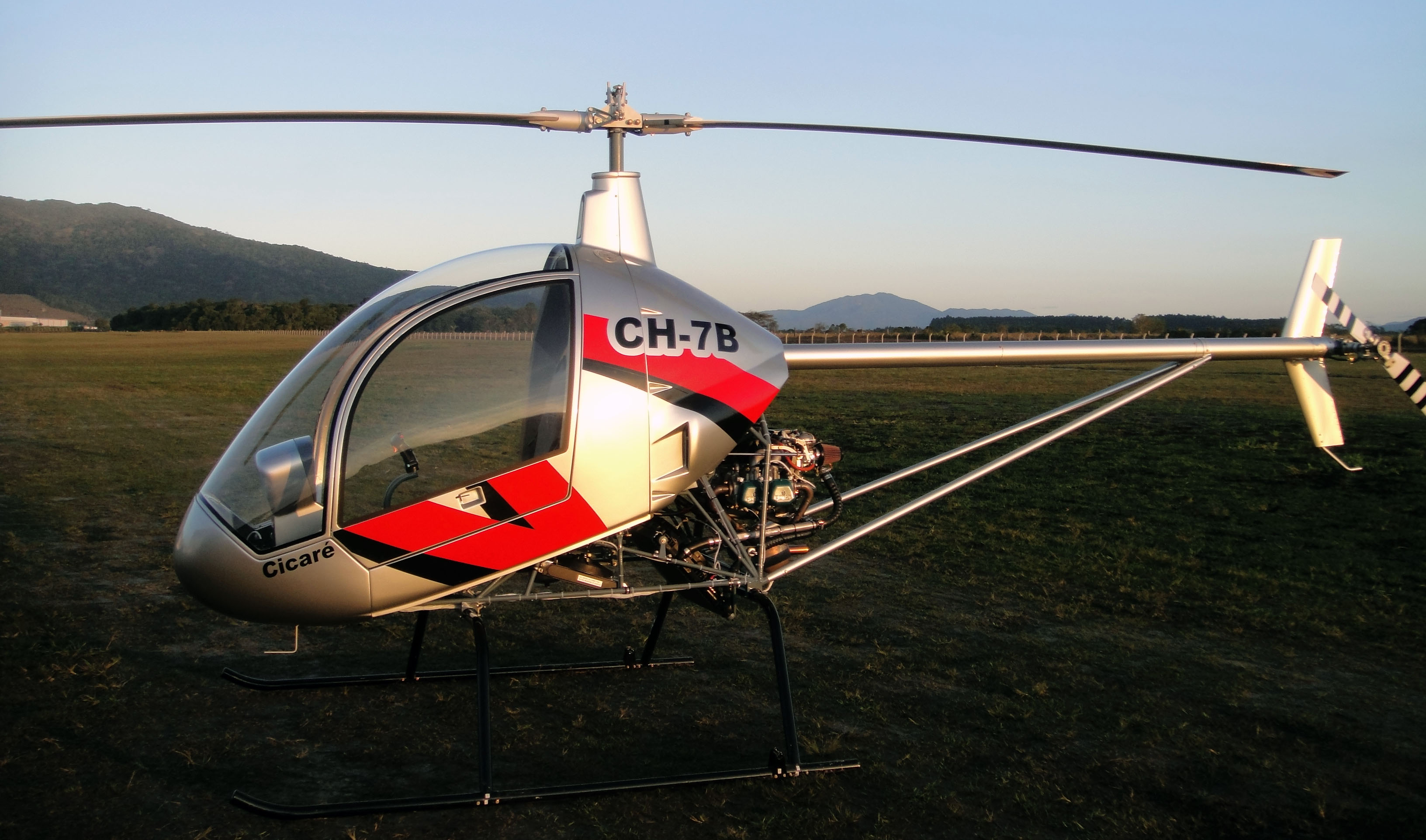
Cicaré CH-7B

Các sản phẩm quân sự đang phát triển

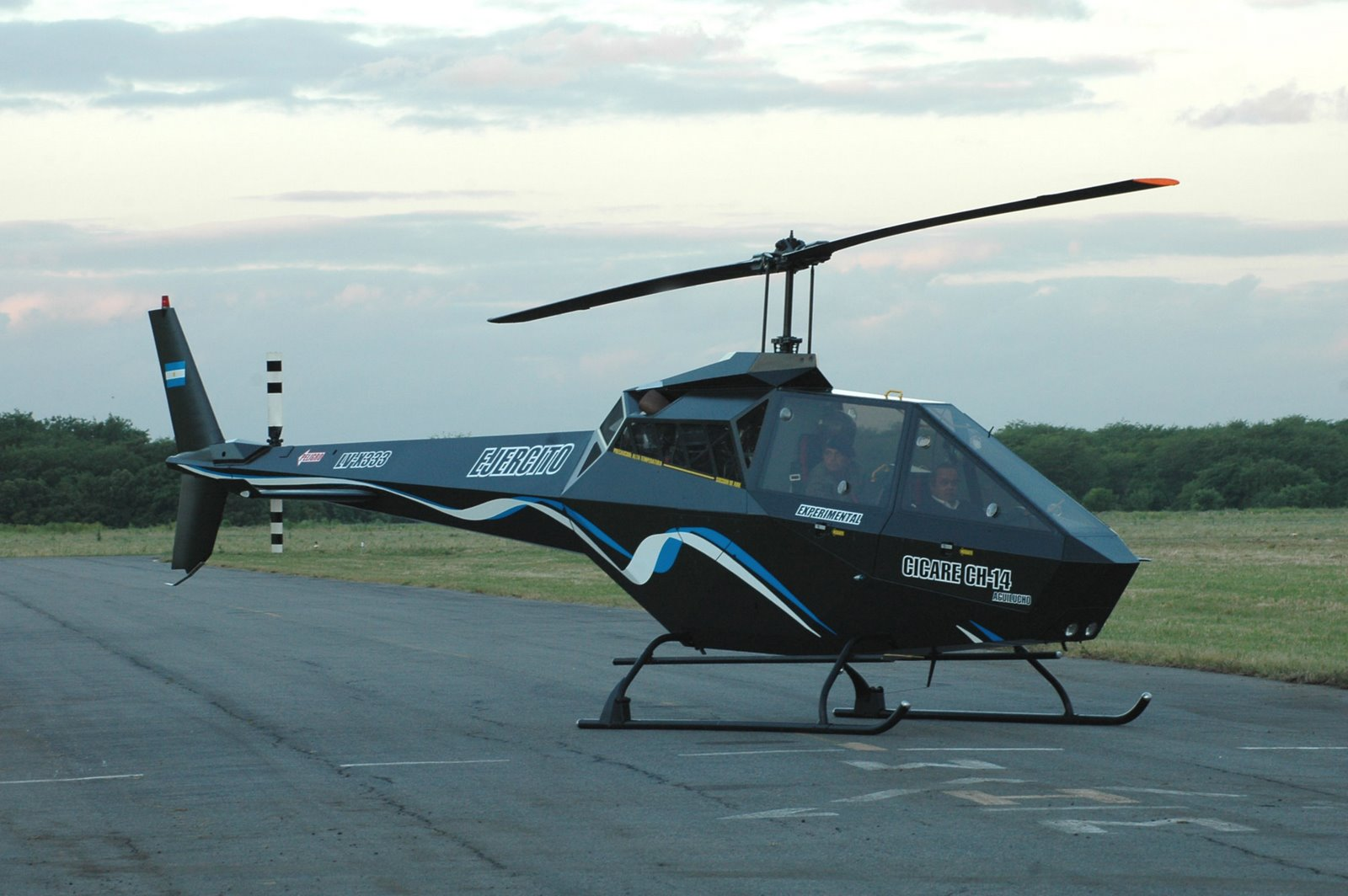
Cicare CH-14 Aguilucho at the "Day of the Army Aviation 2007", Campo de Mayo, Buenos Aires, Argentina.

- CH-11
- CH-14